# Calixtus-katakomberne
Calixtus-katakomberne på Via Appia er den ældste af de 60 forskellige katakomber, der findes i Rom. De omfatter ca. 20 kilometer gange med gravnicher.
De er navngivet efter pave Callistus 1. (Calixtus), der var pave af Rom omkring 217-222.
De tidligste kristne blev begravet på hedenske gravpladser, men når man ønskede egne gravpladser, var det dels, fordi man dyrkede forestillingen om de dødes opstandelse på dommedag. Her ønskede man at være sammen med trosfæller og ikke mindst i nærheden af martyrer og helgener, hvis hellighed kunne lette opstandelsen for den enkelte. Dels hang det sammen med, at kristendommen var en forfulgt religion i Romerriget frem til 313. Man ønskede at kunne dyrke sin tro afsides og diskret, og katakomberne har også været et sted, hvor der er blevet holdt gudstjeneste og fejret nadver.
Frem til goternes og vandalernes invasion af Rom i folkevandringstiden var katakomberne valfartssteder for de helgener, der lå begravet her, men pga. de hærgende vandaler blev relikvierne flyttet ind til byen, og katakomberne mistede deres betydning frem til slutningen af 1800-tallet, hvor arkæologer genopdagede dem.
Inde i Calixtus-katakomberne kan der ses "det lille Vatikan", som er et begravelsessted for ni paver, som er blevet udvidet til at rum for gudstjeneste, og desuden er der en krypt, hvor Sankt Cæcilia var begravet. Her ses også gravstenen efter pave Lucius 1., hvis kranium mentes at blive opbevaret i Roskilde Domkirke, før den kom til Sankt Ansgars Kirke i København. Hovedskallen er dog senere blevet afsløret som et falsum.
Ud over oplevelsen af at gå igennem de lange gange med de mange gravnicher, er katakomberne et godt sted for at få et indtryk af den tidligere kristne kunst og dens motiver. De tidlige kristne brugte mange symboler og enkle motiver. Dels var det, fordi motiverne var som et kodesprog, der kun var kendt for en inderkreds – et værn mod forfølgelserne, og dels gjorde de enkle motiver det også muligt for almindelige mennesker at eftergøre motiverne, fx på familiemedlemmers grave i katakomberne.
Nogle af de vigtigste motiver er:
- Den gode hyrde med et lam omkring skuldrene – et symbol for Kristus.
- Χ (chi) og Ρ (rho) – monogram for Kristus på græsk.
- Α (alfa) og Ω (omega) – Kristus som begyndelsen og enden.
- Fisken – fra græsk Ichthys – "Jesus Kristus, Guds søn, frelser".
- Duen med en olivengren – sjælen, der finder frelse og guddommelig fred (Noa).
- Fugl Fønix, der rejser sig af asken.

## Eksterne kilder og henvisninger
- Reardon, Wendy J. 2004. The Deaths of the Popes. Macfarland & Company, Inc. ISBN 0786415274
- Carragáin, Éamonn Ó; Neuman de Vegvar, Carol L. (2007). Roma felix: formation and reflections of medieval Rome. Ashgate Publishing, Ltd.. pp. 59. ISBN 0754660966. Retrieved May 26, 2009.

41°51′19″N 12°30′53″Ø / 41.85537°N 12.51480°Ø